# Anna German (album)
Anna German – ostatni polski album studyjny polskiej piosenkarki Anny German wydany w 1978 roku.
LP ukazał się w 1979 nakładem wytwórni Polskie Nagrania „Muza” (SX 1612).

## Lista utworów
1. Pomyśl о mnie (P. Janczarski – T. Rostkowski)
2. Tylko w tangu (J. Lewiński, A. Zaniewski – R. Siwy)
3. Dookoła kipi lato (K. Kord – R. Siwy)
4. Nie żałuj (R. Sadowski – A. German)
5. Piosenka moja (M. Konopnicka – J. Sent)
6. Wspomnienia, więcej nic (M. Dagnan – P. Bojadżijew)
7. Wszystko w życiu ma swój kres (J. Prutkowski – W. Piętowski)
8. Kosmiczny walc  (H. Kołaczkowska – M. Sart)
9. Chłopcy malowani (T. Filińska –  S. Rembowski)
10. Odnaleźć świat (M. Dagnan – R. Siwy)
11. Trębacz Franio (Z. Rostworowska – B. Szulia)